# Западный речной порт

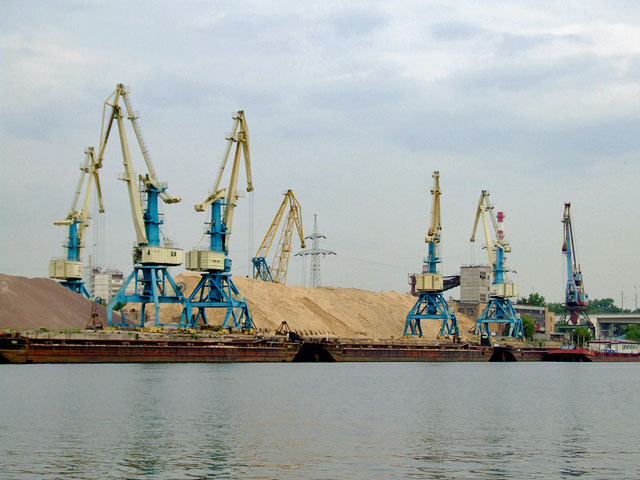
Западный речной порт

За́падный речно́й порт — в 1937—2009 годах один из трёх речных портов Москвы. Был расположен на берегу Москвы-реки рядом с Новозаводской и Большой Филёвской улицами. Построен одновременно с Каналом имени Москвы в 1937 году.

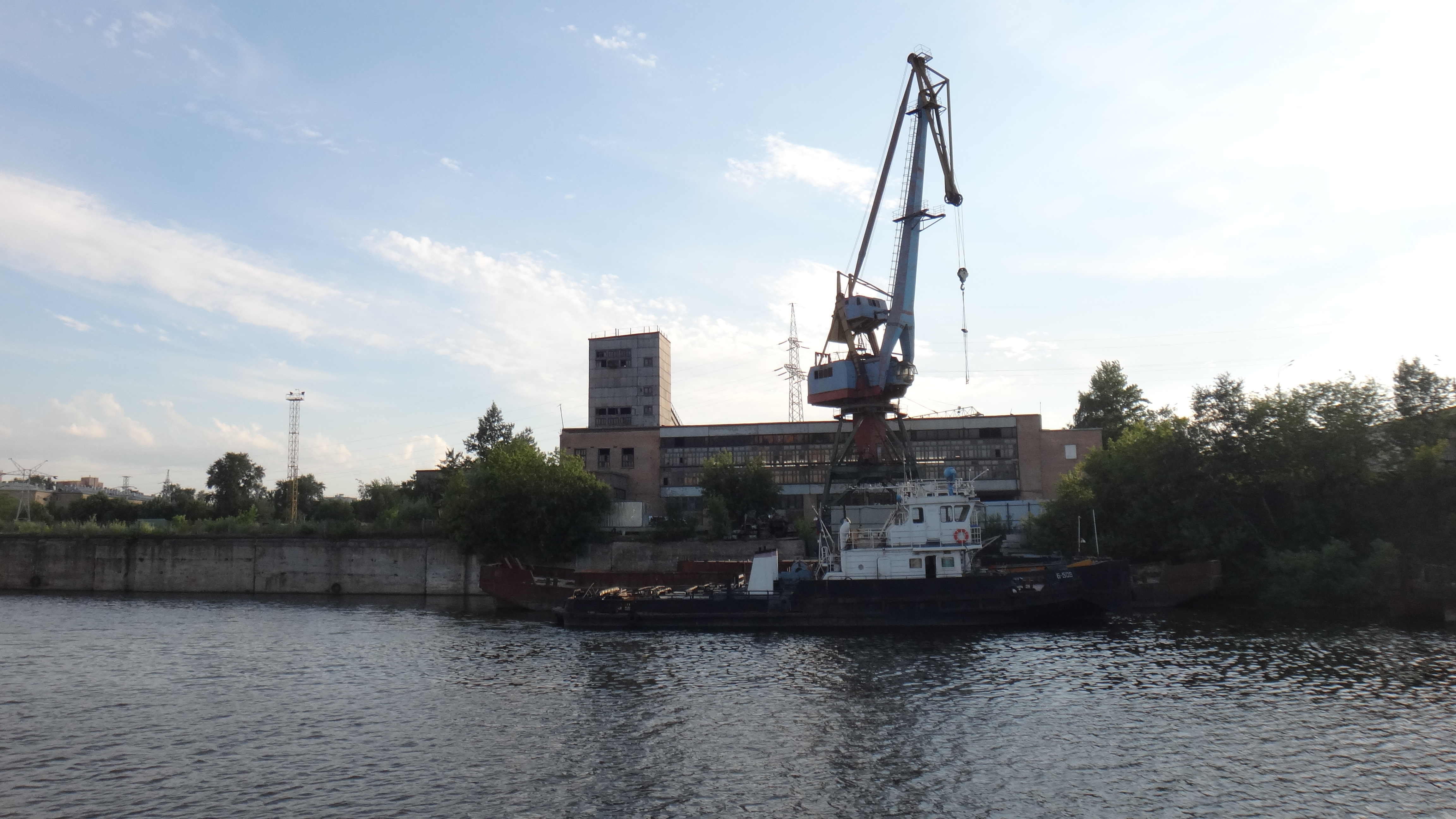
Северный конец причальной стенки (2015)

Московский Западный порт был способен принимать крупные суда типа «Волго-Дон», «Волго-Балт» и другие с осадкой до 3,6 м. Длина причальной стенки — около 600 м.
Решение о ликвидации ГУП «Московский западный порт» было принято в сентябре 2009 года. Изначально планировалось на базе порта создать логистический центр, обслуживающий международный деловой центр «Москва-Сити». На конец 2012 года из 2 тыс. сотрудников Западного речного порта осталось всего восемь человек, существенные работы по реконструкции Московского западного порта не начались. Весной 2012 года появилась информация, что на месте порта построят жилой квартал — МФК «Западный порт. Кварталы на набережной». Эта информация подтвердилась в марте 2013 года. Как пишут «Ведомости», общая площадь комплекса составит 384 100 м², в том числе наземная часть — 244 300 м². Жилья планируется построить 176 000 м² (предельная высота зданий составит 70 м), будет апарт-отель на 14 400 м² и офисное здание на 41 900 м². Также инвестор должен построить 3500 машино-мест. На территории комплекса также предполагается формирование рекреационной зоны и создание портала «Московские ворота» — открытой к водной поверхности Москвы-реки общественной площади. Правообладателем значится ОАО «Порт-сити», подконтрольное Михаилу Хубутия. 8,7 % акций компании принадлежит правительству Москвы.
К началу февраля 2018 года МФК «Западный порт. Кварталы на набережной» находится в процессе активного строительства.